# Ammothella tippula
Ammothella tippula là một loài nhện biển trong họ Ammotheidae. Loài này thuộc chi Ammothella. Ammothella tippula được miêu tả khoa học năm 1983 bởi Child.